# Абунг
Абунг (самоназвание, индон. Suku Abung), оранг абунг, лампунг, лампонг — народ в Индонезии, на юге острова Суматра (провинция Лампунг). Численность 300 000 чел. (1992). Относятся к южноазиатской расе. Говорят на языке лампунг сунда-лампунгского подразделения западно-австронезийской группы австронезийской семьи. Распространён также индонезийский язык. Абунг — мусульмане-сунниты.
Мигрировали на территорию современного расселения с нагорья в западной части южной Суматры в XV веке. На культуре абунг отразились длительные контакты с пубианами (пабеанами), аборигенным населением Южной Суматры, с паминггирами и маринггаями, выходцами из Центральной Суматры и Явы, яванцами и сундами, живущими в Лампунге. По материальной культуре абунг близки малайцам.
Основное занятие — ручное и пашенное земледелие (суходольный рис, перец). В некоторых районах развито рыболовство. Держат буйволов, мелкую породу крупного рогатого скота, коз, птицу. Постоянное поселение окружено сезонными хуторами. Жилище каркасно-столбовое, свайное, прямоугольное, с седлообразной крышей, окружено открытой верандой. Каждая деревня имеет общинный дом площадью до 500 м².
Абунг делятся на 19 локализованных племён (бувей), состоящих из патрилинейных родов (суку), возглавляемых вождями (пеньимбанг) и образующих родовые сегменты в сельской общине (тиух). Существовали рабство, сословное деление, охота за головами. Брак патрилокальный, счёт родства патрилинейный, практикуется левират, изредка полигиния. Сохраняются пережитки традиционных культов, инициаций, потлача и престижных церемоний.